# Klaxon
I Klaxon sono un gruppo musicale punk italiano con influssi post punk, attivo dal 1979 a Roma.

## Storia del gruppo

### 1979: Genesi e primi concerti
La band si forma nel 1979 a Roma dall'incontro di Andrea Morelli (basso, voce), Lorenzo Tovoli (chitarra, voce) e Fabrizio Ferraro (batteria). La prima esibizione dal vivo dei Klaxon si svolge al locale romano Uonna Club. Suonano inoltre in tutte le rassegne organizzate ai tempi da Radio Onda Rossa e Radio Proletaria. Nel 1983 pubblicano il loro primo EP con cinque pezzi, uno dei quali, "Religion", arriva al primo posto nella classifica Punk Charts Italia sul giornale Rockerilla.

### Dalla reunion ai giorni nostri
Dopo circa dieci anni di distacco e di altre esperienze musicali, nel 1995 i Klaxon decidono di riunirsi e iniziano a suonare nei principali centri sociali italiani, chiudendo questo tour al Leoncavallo di Milano. Ed è a questo punto che decidono di incidere per l'etichetta romana Gridalo Forte Records il disco 100celle city rockers, uscito nel 1997. Nel 2000 viene aggiunto alla formazione un altro chitarrista, Roberto Moschetti, e sostituito il batterista con Luca Mariani e nell'aprile del 2001 aprono il concerto degli Ska-P. Un anno dopo esce il loro successivo lavoro, ancora per la Gridalo Forte Records, registrato in Euskadi intitolato Vita Agra.
Nel 2006, dopo la raccolta Uonna Club, pubblicata per la Klaxon Records in collaborazione con City Of The Dead, partecipano al DIY World Festival, nel quale il gruppo divise il palco con gli Affluente e con i Discharge.
Nel 2009 esce il CD Brutti sporchi e cattivi, 13 tracce contenenti citazioni, Punk/Rock e temi sociali affrontati con leggerezza.
Nel 2013 lo storico batterista Fabrizio Ferraro lascia di nuovo il gruppo: entra nei Klaxon il nuovo batterista Peppe Gugliotta.
Nel 2014 esce un LP (con allegato il CD) dal titolo Anime Corsare, un disco che i Klaxon condividono con Gli Ultimi, band nata nel 2008: non è uno split, ma un unico album di 12 pezzi scritto dalle due band, mentre la copertina è disegnata da Zerocalcare.
Nel 2022 sono sia con la canzone "Libero"che riproposti in disegno mentre suonano in concerto nella serie "Strappare lungo i bordi" di Zerocalcare su Netflix.
Sempre nel 2022 la loro canzone "E'tutto loro quello che luccica" fa parte della colonna sonora del film "Margini".
A luglio 2022 esce il nuovo album Tutti contro tutti, con 10 brani nuovi e il singolo Mi ubriacherò accompagnato da un videoclip.
A settembre 2022 rientra alla batteria in pianta stabile Luca Mariani, già batterista su Vita agra e durante gli anni 2000.

## Discografia

### Album studio
- Klaxon EP, EP (1984)
- 100celle city rockers, CD (1997) - Gridalo Forte Records
- Vita agra, CD (2002) - Gridalo Forte Records
- Brutti sporchi e cattivi..., CD (2009) - Raged Records
- 1984, LP (2013) - Sydney Town
- Anime Corsare, LP+CD (2014) - Hellnation
- Tutti Contro Tutti, LP+CD (2022) - Hellnation

### Raccolte
- Uonna Club, CD (2006) - Klaxon Records, City Of The Dead

### Compilation
- Quelli che urlano ancora, LP (1985)